# Jurenzo Julius
Pour les articles homonymes, voir Julius.
Pas d'image ? Cliquez ici

a Compétitions nationales et continentales officielles uniquement.

b Matchs officiels uniquement.
Dernière mise à jour le 13 mai 2025.
Jurenzo Julius, né le 11 mai 2004 à Mariental (Namibie), est un joueur namibien et sud-africain de rugby à XV jouant aux postes de centre ou d'ailier avec la franchise des Sharks en United Rugby Championship et les Natal Sharks en Currie Cup.

## Biographie

### Jeunesse et formation
Jurenzo Julius naît à Mariental en Namibie mais grandit en Afrique du Sud. Il fréquente le lycée Paul Roos Gymnasium de Stellenbosch,. En 2022, alors âgé de 18 ans, il est recruté par les Natal Sharks. Entre 2023 et 2024, il joue treize fois avec l'équipe d'Afrique du Sud des moins de 20 ans et marque sept essais. Il obtient sa première sélection avec les Junior Boks contre la Géorgie et devient ensuite l'un des meilleurs joueurs de sa sélection. Il remporte le prix du Junior Springbok Player of the Year en 2024, récompensant le meilleur joueur sud-africain de moins de 20 ans.

### Carrière professionnelle
Fin juillet 2024, Jurenzo Julius joue le premier match de sa carrière avec les Natal Sharks, contre les Golden Lions en Currie Cup et marque deux essais durant la rencontre, permettant à son équipe de gagner ce match 35 à 22,.
Avant le début de la saison 2024-2025 du United Rugby Championship, il prolonge son contrat jusqu'en 2027. Il fait ensuite ses débuts avec les Sharks lors de la deuxième journée de la saison, face au Connacht,. La semaine suivante, il marque son premier essai dans la compétition contre les Dragons. Entouré par des joueurs comme André Esterhuizen, Lukhanyo Am, ou Makazole Mapimpi, il progresse rapidement et joue beaucoup plus que prévu avec l'équipe première, alors qu'il était prévu d'évoluer avec les moins de 21 ans cette saison,. Il est l'une des révélations de la saison en Afrique du Sud, ce qui lui permet même d'être invité par les Springboks à un camp d'entraînement.
Au mois de février 2025, il rencontre Johan Diergaardt (en), le vice-président de la Fédération namibienne de rugby à XV et ancien sélectionneur de la Namibie. Ce dernier souhaite convaincre Jurenzo Julius de jouer pour son pays de naissance. Cependant, le joueur décline la proposition car il souhaite jouer pour l'Afrique du Sud. Il est à ce moment-là l'un des joueurs les plus prometteurs du pays.